# Terebna, Edineț
Terebna este un sat din raionul Edineț, Republica Moldova.

## Istorie
Satul Terebna a fost atestat pentru prima dată la 17 aprilie 1429:
„Din mila lui Dumnezeu, noi, Alexandru voievod, domn al Țării Moldovei. Facem cunoscut, cu această carte a noastră, tuturor celor care vor vedea sau o vor auzi citindu-se, că aceasta adevărata slugă a noastră credincioasă, pan Radul, gramaticul nostru, ne-a slujit cu dreaptă și credincioasă slujbă. De aceea, noi, văzând dreapta și credincioasa lui slujbă către noi, l-am miluit cu deosebita noastră milă și i-am dat, în țara noastră, doua sate la Terebne, anume, acele doua sate, Zubricăuți și Ivancăuți. Aceasta sa-i fie uric, cu tot venitul, lui, și copiilor lui, și nepoților lui, și strănepoților lui, și răstrănepoților lui și fraților lui, și nepoților lui, și copiilor lor, și nepoților lor, și strănepoților lor și răstrănepoților lor, neclintit niciodată, în vecii vecilor, până când vor fi în țara noastră și ne vor sluji nouă și copiilor noștri.

Iar hotarul acestor două sate sa-l aibă și la apa, la Ciuhru, ca facă în el mori; iar hotarul dinspre alte părți, dinspre toate, sa fie după hotarul vechi, pe unde au folosit din veac.

...

A scris Ivașco al lui Bratei, la Suceava, în anul 6937 <1429>, luna aprilie 17.”

## Demografie

### Structura etnică
Structura etnică a satului conform recensământului populației din 2004:
| Grup etnic         | Populație | % Procentaj |
| ------------------ | --------- | ----------- |
| Moldoveni / Români | 1491      | 98,29%      |
| Ruși               | 13        | 0,86%       |
| Ucraineni          | 12        | 0,79%       |
| Găgăuzi            | 1         | 0,07%       |
| Total              | 1517      | 100%        |

## Administrație și politică
Componența Consiliului local Terebna (9 consilieri), ales la 5 noiembrie 2023, este următoarea:
|  | Partid                                       | Consilieri | Componență | Componență | Componență | Componență | Componență |
|  | -------------------------------------------- | ---------- | ---------- | ---------- | ---------- | ---------- | ---------- |
|  | Partidul Socialiștilor din Republica Moldova | 5          |            |            |            |            |            |
|  | Partidul Social Democrat European            | 2          |            |            |            |            |            |
|  | Partidul Acțiune și Solidaritate             | 1          |            |            |            |            |            |
|  | Partidul Național Moldovenesc                | 1          |            |            |            |            |            |

## Personalități

### Născuți în Terebna
- Isaac Vainshenker (1914–1978), scriitor, jurnalist și istoric român și uruguayan